# Antonio Gallina
Antonio R. Gallina (30 de noviembre de 1947) es un deportista argentino que compitió en judo. Ganó cinco medallas en el Campeonato Panamericano de Judo entre los años 1968 y 1972.

## Palmarés internacional
| Campeonato Panamericano | Campeonato Panamericano  | Campeonato Panamericano | Campeonato Panamericano |
| Año                     | Lugar                    | Medalla                 | Categoría               |
| ----------------------- | ------------------------ | ----------------------- | ----------------------- |
| 1968                    | San Juan (Puerto Rico)   | Medalla de plata        | –80 kg                  |
| 1970                    | Londrina (Brasil)        | Medalla de plata        | –80 kg                  |
| 1970                    | Londrina (Brasil)        | Medalla de plata        | Abierta                 |
| 1972                    | Buenos Aires (Argentina) | Medalla de plata        | –80 kg                  |
| 1972                    | Buenos Aires (Argentina) | Medalla de bronce       | Abierta                 |